# ABQ (Breaking Bad)
«ABQ» es el decimotercer y último episodio de la segunda temporada de la serie de televisión estadounidense de drama Breaking Bad. Fue escrito por Vince Gilligan y dirigido por Adam Bernstein.
Este episodio marca la primera aparición del limpiador de escenas del crimen Mike Ehrmantraut (Jonathan Banks).

## Trama
En un flashforward, numerosos investigadores de la NTSB recolectan y catalogan escombros, incluido un oso de peluche rosado medio quemado, que habían caído alrededor del vecindario de los White. A lo lejos, se pueden ver dos columnas de humo.
Jesse se despierta de su sueño inducido por heroína para encontrar a Jane muerta, ahogada con su propio vómito. Después de un intento frenético de RCP, Jesse contacta a Walter para pedir ayuda. Fingiendo ignorancia sobre la muerte de Jane, Walt llama a Saul Goodman. Saul envía a Mike Ehrmantraut, un limpiador de escenas del crimen, para que elimine toda evidencia de drogas del departamento de Jesse y le enseñe cómo interactuar con las autoridades. El padre de Jane, Donald, llega al apartamento y descubre que su hija ha muerto, y Jesse está siendo entrevistado por el médico forense. Jesse no puede mirar a Donald a los ojos, cada vez más deprimido. Creyendo que él es responsable de la muerte de Jane, se escapa a un fumadero para perderse. Walt, preocupado por el bienestar de Jesse, lo localiza y lo lleva a rehabilitación.
Mientras tanto, Walt se está preparando para someterse a una cirugía para extirpar su cáncer. El sitio web que Walt Jr. hizo para traer donaciones anónimas, en realidad siendo utilizado por Saul para lavar el dinero de las drogas de Walt, ha ganado notoriedad en los medios debido a su aparente éxito; Walt se siente incómodo en el centro de atención. El día de la operación de Walt, cuando lo ponen bajo anestesia, revela accidentalmente la existencia de un segundo teléfono celular que usa, lo que hace que Skyler sospeche de sus actividades.
Seis semanas después, después de que Walt sale del hospital, Skyler le revela que ella ha investigado su comportamiento de los últimos meses y descubrió que le había mentido muchas veces. Walt le ofrece contarle todo si se queda, pero tiene demasiado miedo de saber y decide dejarlo. En este momento, Donald ha vuelto a trabajar como controlador de tráfico aéreo. Mientras trabajaba, con su mente débil por la muerte de Jane, sin darse cuenta, permite que dos aviones de pasajeros choquen en el aire sobre Albuquerque. Walt, sentado junto a su piscina mientras piensa en lo que ha sucedido levanta la vista, viendo la colisión de aviones en el cielo sobre su casa y un oso rosa que aterriza en su piscina.

## Producción
El episodio fue escrito por Vince Gilligan y dirigido por Adam Bernstein. Se emitió por AMC en los Estados Unidos y Canadá el 31 de mayo de 2009. El accidente aéreo al final del episodio se inspiró en la colisión aérea de Cerritos de 1986. Walter White, el protagonista de Breaking Bad, comparte un nombre con un controlador de tráfico aéreo involucrado en la colisión de Cerritos.
Este episodio presentó el personaje de Mike interpretado por Jonathan Banks.  El papel del limpiador para ayudar a Jesse a prepararse para lidiar con la policía originalmente estaba destinado a ser realizado por Saul Goodman, interpretado por Bob Odenkirk. Sin embargo, debido a compromisos con How I Met Your Mother, no estuvo disponible para filmar este episodio, por lo que Gilligan creó a Mike para ese episodio y para la siguiente temporada como limpiador. 

## Recepción de la crítica
El episodio recibió aclamación de la crítica. Donna Bowman, escribiendo para The A.V. Club, comentó que el episodio fue «una tremenda perfección».
En 2019, The Ringer clasificó a "ABQ" en el puesto 28 de su ranking de episodios de la serie. 

## Significado del título
El título de este episodio es el cuarto y último en presagiar el desastre del Wayfarer 515 que ocurre al final del episodio. Cuando se colocan juntos, los títulos del primer, cuarto, décimo y decimotercer episodio de esta temporada dice «Seven Thirty-Seven Down Over ABQ», traducido al español como «Siete tres siete cae sobre ABQ».